# Eurypteryx dianae
Eurypteryx dianae là một loài bướm đêm thuộc họ Sphingidae. Nó được tìm thấy ở Quảng Tây ở Trung Quốc.
Chiều dái cánh trước là 32 mm. Nó giống với Eurypteryx geoffreyi.